# دنی روبن
دنی روبن (فرانسوی: Dany Robin‎؛ ۱۴ آوریل ۱۹۲۷ – ۲۵ مهٔ ۱۹۹۵) یک هنرپیشه اهل فرانسه بود.

## فیلم‌شناسی
- عشق و زن فرانسوی (۱۹۶۰)
- توپاز (۱۹۶۹)